# Шакир паша
Шакир паша (на турски: Şakir Paşa) е османски офицер и чиновник.

## Биография
От януари 1890 до юли 1891 година е валия на Адана. От ноември 1901 до април 1903 година е валия на Шкодра. От април 1903 до април 1905 година е валия на Косовския вилает в Скопие.